# Grijeh protiv Duha Svetoga
Grijehe protiv Duha Svetoga katolički nauk definira kao teške prijestupe protiv Duha Svetoga, treće Osobe Presvetoga Trojstva. Čovjek ih čini kad ustraje u grijehu, odbijajući pokajanje i oprost grijeha, a time i otkupljenje.
Grijesi jesu:
1. Preuzetno ufanje u milosrđe Božje.
2. Zdvajanje o milosrđu Božjem.
3. Protivljenje priznatoj istini kršćanske vjere.
4. Zaviđanje bližnjem na darovima Božjim.
5. Tvrdokorno odbijanje spasonosne opomene.
6. Hotimično ustrajanje u nepokori.

## Evanđelja
Sva tri sinoptička evanđelja navode postojanje grijeha protiv Duha Svetoga:
Matej (Mt 12,31):   »Svaki će se grijeh i bogohulstvo oprostiti ljudima, ali reknu li bogohulstvo protiv Duha, neće se oprostiti. I rekne li tko riječ protiv Sina Čovječjega, oprostit će mu se. Ali tko rekne protiv Duha Svetoga, neće mu se oprostiti ni na ovom ni u budućem.«
Marko (Mk 3,28):   »Doista, kažem vam, sve će se oprostiti sinovima ljudskim, koliki god bili grijesi i hule kojima pohule. No pohuli li tko na Duha Svetoga, nema oproštenja dovijeka: krivac je grijeha vječnoga«
Luka (Lk 12,10):   »I tko god rekne riječ na Sina Čovječjega, oprostit će mu se. Ali tko pohuli protiv Duha Svetoga, neće mu se oprostiti«